# Kåremo
Kåremo är en småort i Ryssby socken i Kalmar kommun. Kåremo ligger vid E22:an strax norr om tätorten Rockneby, norr om Kalmar. Kåremo genomkorsas också av Stångådalsbanan, men numera är den gamla stationen här nedlagd.  Genom området går Danesjö kanal. 

## Föreningar
I Kåremo finns en idrottsförening (IFK Kåremo) och en bygdegårdsförening.